# خفاش گوش‌قیفی بزرگ کوبایی
خفاش گوش‌قیفی بزرگ کوبایی(نام علمی: Natalus primus) نام یک گونه از تیره گوش‌قیفان است.